# Alpaida tullgreni
Alpaida tullgreni är en spindelart som först beskrevs av Lodovico di Caporiacco 1955.  Alpaida tullgreni ingår i släktet Alpaida och familjen hjulspindlar.
Artens utbredningsområde är Venezuela. Inga underarter finns listade i Catalogue of Life.